# Solanum centrale
Solanum centrale J.M.Black  es una fanerógama, natural de la parte más árida de Australia y ha sido una fuente de alimento para los aborígenes por milenios. En español se la conoce bajo el nombre genérico de "tomate silvestre"

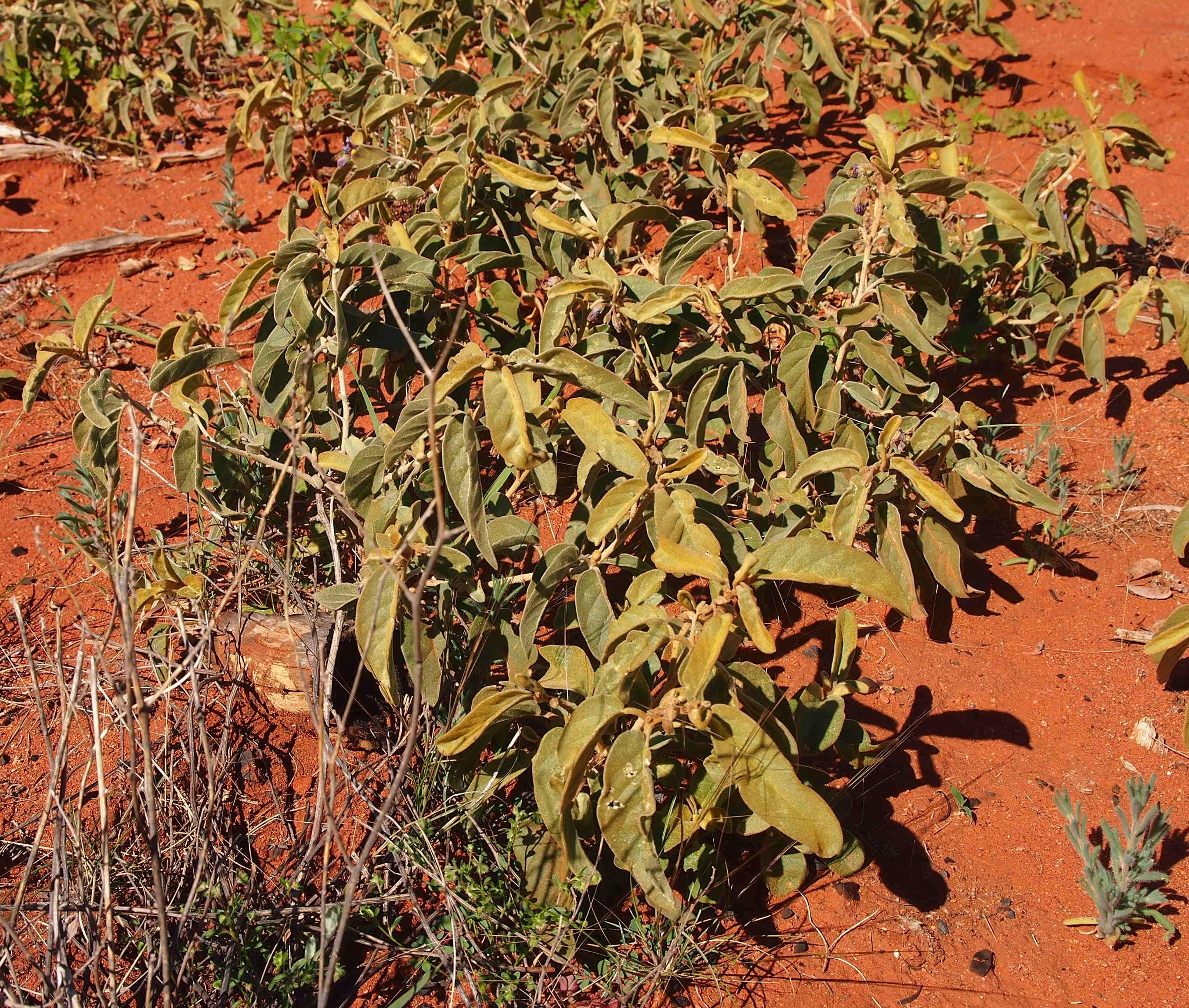
Vista de la planta

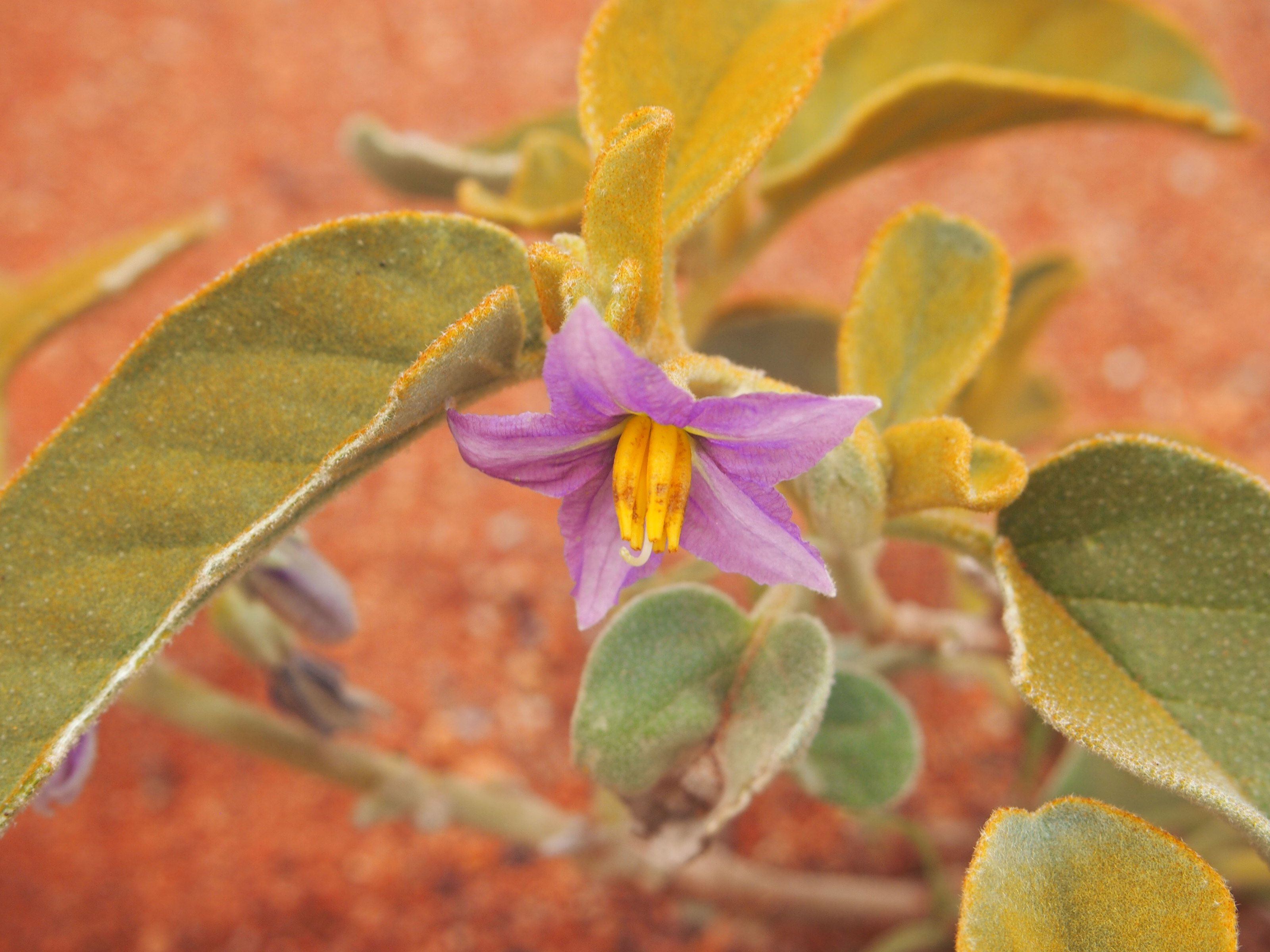
Flor

Como muchas plantas del género Solanum, la pasa del desierto es un arbusto pequeño y tiene aspecto espinoso.

## Descripción
Es una arbusto que crece rápidamente después del fuego y prolífico si caen buenas lluvias. Los frutos son ricos en vitamina C y tienen 1-3 cm de diámetro, son de color amarillo cuando maduran. Cuando se secan parecen pasas y tienen sabor a caramelo acre y fuerte que los hacen populares en salsas y condimentos. Se les agrega en mezclas con el pan, ensaladas, platos de queso, salsas picantes, guisados o mezclado con mantequilla.

## Taxonomía
Solanum centrale fue descrita por John McConnell Black y publicado en Trans. & Proc. Roy. Soc. S. Austral. 1934, lviii. 180.
Etimología
Solanum: nombre genérico que deriva del vocablo Latíno equivalente al Griego στρνχνος (strychnos) para designar el Solanum nigrum (la "Hierba mora") —y probablemente otras especies del género, incluida la berenjena— , ya empleado por Plinio el Viejo en su Historia naturalis (21, 177 y 27, 132) y, antes, por Aulus Cornelius Celsus en De Re Medica (II, 33). Podría ser relacionado con el Latín sol. -is, "el sol", debido a que la planta sería propia de sitios algo soleados.
centrale: epíteto latino 